# Henry Bennet, I conte di Arlington
Henry Bennet, I conte di Arligton (1618 – 28 luglio 1685), è stato un politico britannico.

## Primi anni
Figlio di Sir John Bennet di Dawley della contea di Middlesex e di Dorothy Crofts; suo fratello maggiore fu John Bennet, I barone Ossulston
. Venne battezzato nella cittadina di Little Saxham, nel Suffolk, nel 1618 e fu mandato a studiare alla Westminster School e poi a Christ Church Oxford. 
Henry si guadagnò la reputazione di grande studioso e di buon poeta: originariamente, i suoi genitori avevano pensato per lui una carriera ecclesiastica. Ma nel 1643 Henry divenne segretario di Lord Digby presso Oxford, e gli fu affidato anche l'incarico di tramite fra la regina d'Inghilterra, Enrichetta Maria ed il duca di Ormonde, che risiedeva in Irlanda.
In seguito prese le armi a favore del re e partecipò ad uno scontro presso la città di Andover, nel 1644. In questa occasione venne ferito all'altezza del naso. Dopo la sconfitta degli eserciti regi e la decapitazione di Carlo I Stuart, da parte del governo repubblicano del Commonwealth, si unì alla famiglia reale, in esilio in Francia nel 1650. Nel 1654 divenne, su raccomandazione del Principe di Galles Carlo, futuro Carlo II, segretario ufficiale del fratello del principe, Giacomo, duca di York. Durante il periodo di permanenza a L'Aia, si disse che intrattenne una relazione con Lucy Walter, già amante del principe Carlo.

## Restaurazione
Nel 1657 venne inviato alla corte di Madrid presso il re di Spagna Filippo IV come ambasciatore per cercare aiuti economici e militari.
Con la restaurazione e l'incoronazione di Carlo II, nel 1661 fu chiamato a Londra e gli furono affidati incarichi importanti che lo portarono ad essere uno degli uomini più influenti del regno. Dal 1661 al 1665 fu segretario di  stato
, nonostante l'opposizione di Edward Hyde, conte di Clarendon
Nel 1663 divenne pari del Regno Unito e gli venne dato il titolo di barone di Arlington, o Harlington, città del Middlesex e nel 1667 fu eletto Postmaster-general.
Gli furono inoltre affidati gli affari esteri e prese parte attiva durante la seconda guerra anglo-olandese.
Dopo la cacciata di Clarendon, gli fu affidato il governo dal re ed entrò a far parte della Cabal
, con altri cinque gentiluomini.
Arlington era cattolico ma non lo dimostrò mai apertamente; anzi, per non perdere il posto propose numerose volte interventi contro la Francia di Luigi XIV e la chiesa di Roma.